# Горгонейон
Горгонейон (др.-греч. Γοργόνειον, мн. ч. Γοργόνεια — «принадлежащее горгоне») — маска-талисман от сглаза с изображением головы горгоны Медузы, которым в период античности украшали здания и различные предметы (в том числе монеты) с целью оберега от зла. В искусстве Нового времени горгонейон превратился в декоративный мотив.

## Значение
Горгонейон являлся изображением головы горгоны, своим взглядом обращавшей в камень. После убийства Персеем чудовища эта голова была прикреплена на эгиду Афины, чтобы устрашать врагов богини.
Горгонейон — самый известный вид апотропайона (др.-греч. ἀποτρόπαιον, «изображение, отводящее порчу»), карикатурно уродливого изображения, вызывавшего одновременно и смех, и испуг. Плутарх упоминал, что подобный талисман притягивает дурной взгляд недоброжелателя, отвлекая его от жертвы. Некоторые исследователи предполагают, что эта ритуальная маска предшествовала сложению общеизвестного мифа о горгонах и Персее: «ритуальный объект возник первым; затем был придуман монстр, чтобы соответствовать этому лицу; герой же, убивающий чудовище, появился в мифе ещё позже». Одним из доводов, подкрепляющих эту теорию, которая распространяется также на сфинкса и химеру, является то, что египетское искусство знает сфинксов, но не знает никакого Эдипа, а в искусстве собственно античном количество горгон и химер, изображённых отдельно, в количественном отношении многократно превосходит изображения их с героями-победителями (в каталоге LIMCIII 1, S.189 изображений горгон отдельно около 300 образцов против 30 горгон вместе с Персеем).
Маски с похожими ужасными лицами можно обнаружить во многих древних и примитивных культурах, от Перу до Таиланда.
Точная дата начала использования этого охранного талисмана неизвестна. В античность он был чрезвычайно популярен, о чём свидетельствует большое количество дошедших археологических свидетельств. Согласно орфическим доктринам, горгонейон был символом лунарного диска. Традиция сохранилась в Византии, использовалась гностиками, встречалась на Руси, и только в искусстве Нового Времени горгонейон стал простым декоративным узором, не несущим магической функции. Тем не менее, этот сюжет, возможно и благодаря своей художественности, до сих пор остаётся популярной темой татуировок. А уголовной среде изображение головы горгоны с мечом и горящим факелом толкуется как «символ, отвращающий опасность; „за зло отомщу“», что очевидно перекликается с изначальным смыслом горгонейона.

## Сложение
Происхождение иконографии горгонейона остаётся неясным. Утверждают, что исходный тип — лицо, искривлённое в гримасе, с высунутым языком и кабаньими клыками встречается уже в финикийском искусстве, ещё до греческих мастеров, которыми он был воспринят и постепенно преобразован. Также место зарождения данного изображения ищут в Древнем Египте. Схожее изображение женщины обнаружено в минойском искусстве (найдена в Кноссе, относится к 1500-1450 г. до н. э.).
Самые древние горгонейоны в древнегреческом искусстве были обнаружены при раскопках Тиринфа и относятся к 700 г. до н. э. Со временем они всё чаще и чаще появляются на протокоринфских и прочих объектах. Раннее изображение головы горгоны обнаружено на глиняной метопе храма Аполлона в Термосе (ок. 625 г. до н. э.). В скульптуре она впервые появляется на пендименте храма Афины в Кекире (ок. 590 г. до н. э.).
Как правило, подобные горгонейоны (архаический тип) представляли собой абсолютно симметричное изображение c крупными свирепыми глазами, широким приплюснутым носом c раздувающимися ноздрями. Рот горгоны обычно замер в жутком оскале, демонстрирующем глотку и страшные зубы. Вместо волос лицо обрамлено вьющимися змеями. «Магический» эффект слежения создается тем, что зрачки горгоны располагаются строго в середине глазных яблок, отчего создаётся завораживающий зрителя эффект «следящего взгляда». Выдвинуто предположение, что подобный тип мог развиться из изображений морды льва с клыками и гривой шерсти.
Историки отмечают в чернофигурной ранней аттической вазописи родство горгонейонов с изображением оргиастического бога Диониса, который единственный из всех олимпийцев изображался в анфас. Порой Медуза «бородата», отчего становится трудноотличимой от самого Диониса (на самом деле подчас это не борода, а потоки крови, льющиеся из отсечённой шеи).
- Чернофигурный килик, круг Леагра, ок. 520 г. до н. э., Национальная библиотека, Париж
- Краснофигурная ваза, ок. 460 г. до н. э.
- Серебряная дидрадрахма, ок. 520 г. до н. э., Британский музей

В более позднем искусстве, начиная с V в. до н. э., с приходом периода классики и вытеснением прекрасными олимпийскими богами прежних безобразных хтонических божеств голова Горгоны превращается в застывшее в агонии, но отличающееся чудесной красотой женское лицо, причем обычные волосы даже могли вытеснять традиционных змей. Все резкие пугающие черты лица-маски исчезают. Иллюстрацией тенденции ликвидации ужасного является случившаяся тогда же замена горгонейона на аттических монетах изображением богини Афины в профиль.
- «Медуза Ронданини», копия головы, украшавшей щит статуи Афина Парфенос, символ Версаче
- Камея с изображением императора Августа. На груди — горгонейон. 14-20 гг. н. э.

## Распространение

### В античности
В античные времена изображения Медузы были распространены: их можно увидеть на монетах, бокалах для вина, хлебных формах, одежде, предметах обихода, оружии, инструментах, украшениях, монетах, фасадах зданий и проч. Эта традиция встречается у древних греков, римлян, а также этрусков.
Было принято украшать горгонейоном различные предметы интерьера — мозаичный пол перед входом, дверной молоток и прочее, чтобы отпугнуть входящее зло. Горгона изображалась на акротерии, у этрусков — на антефиксе при входе в храм.
Доспехи с горгонейоном:
- эгида Афины, она же эгида Зевса
- щит Агамемнона (по «Илиаде»)
- доспех Александра Македонского в знаменитой помпейской мозаике

В Причерноморье (на территории РФ и Украины) основные находки с горгонейоном — монеты и изредка украшения, как в античных греческих поселениях, так и в скифских курганах (в основном торевтика).

### Христианские амулеты
Иконография головы Горгоны — характерная черта популярных византийских и древнерусских «амулетов-змеевиков».
Появившись в русской культуре в XI—XII вв., змеевики продолжают бытовать вплоть до XV—XVI вв. На лицевой стороне находилось изображение какого-либо христианского сюжета, например, Богородицы, Михаила-архангела, Бориса и Глеба, проч., и греческая надпись-молитва, а на оборотной стороне, прилегавшей к груди владельца и невидимой для окружающих, господствовали два восходящих к античности сюжета: отрубленная голова горгоны Медузы со змеями, вырастающими из неё, и змееногая прародительница скифов, также окружённая змеями. Самый знаменитый из древнерусских змеевиков — «Черниговская гривна Владимира Мономаха». Эти артефакты являются свидетельством сохранения языческих традиций в Киевской Руси даже после крещения.

### Новое Время
Голова Медузы в период классицизма и ампира, воскресившего античные мотивы, стала традиционным декоративным элементом, сопутствующим военной арматуре в украшении зданий и оград. К примеру, она является очень часто встречающимся мотивом в чугунном и кованном декоре Санкт-Петербурга, красуясь, в частности, на ограде 1-го Инженерного моста и решётке Летнего сада со стороны Мойки. Горгонейон можно встретить как в архитектуре этой эпохи, так и в отделке мебели и холодного оружия, например, на эфесах шпаг.
В XX веке на основе горгонейона была разработана эмблема дома Версаче.
- Мозаика Александра Македонского
- Медуза на напольной мозаике при входе в дом охраняла порог
- Змеевик: черниговская гривна
- Фрагмент «Фонтана Аполлона» в Мадриде, 1780—1803 гг.